# Mertensia ciliata
Mertensia ciliata är en strävbladig växtart som först beskrevs av James och John Torrey, och fick sitt nu gällande namn av George Don jr. Mertensia ciliata ingår i släktet fjärvor, och familjen strävbladiga växter. Utöver nominatformen finns också underarten M. c. stomatechoides.

## Bildgalleri

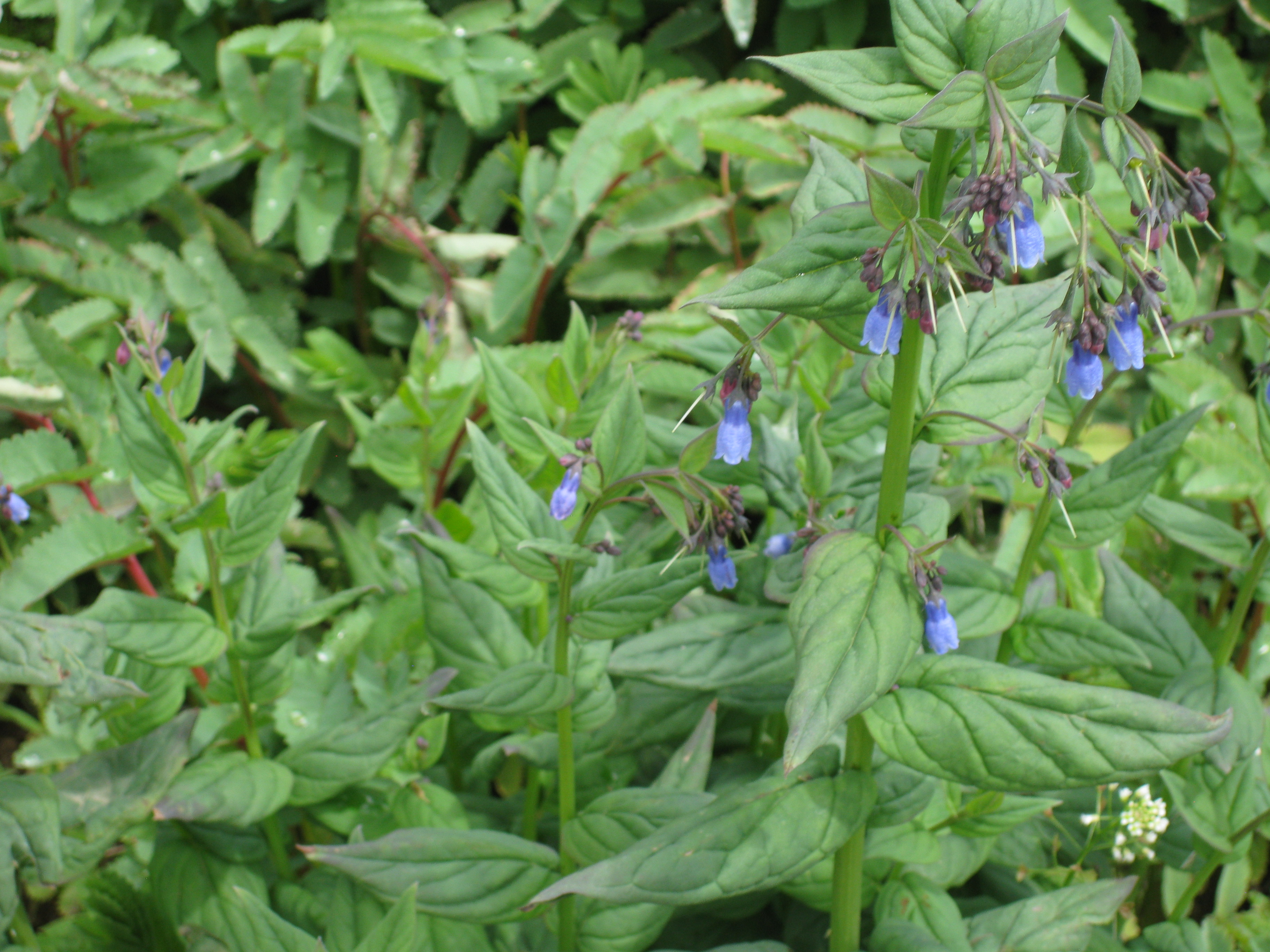
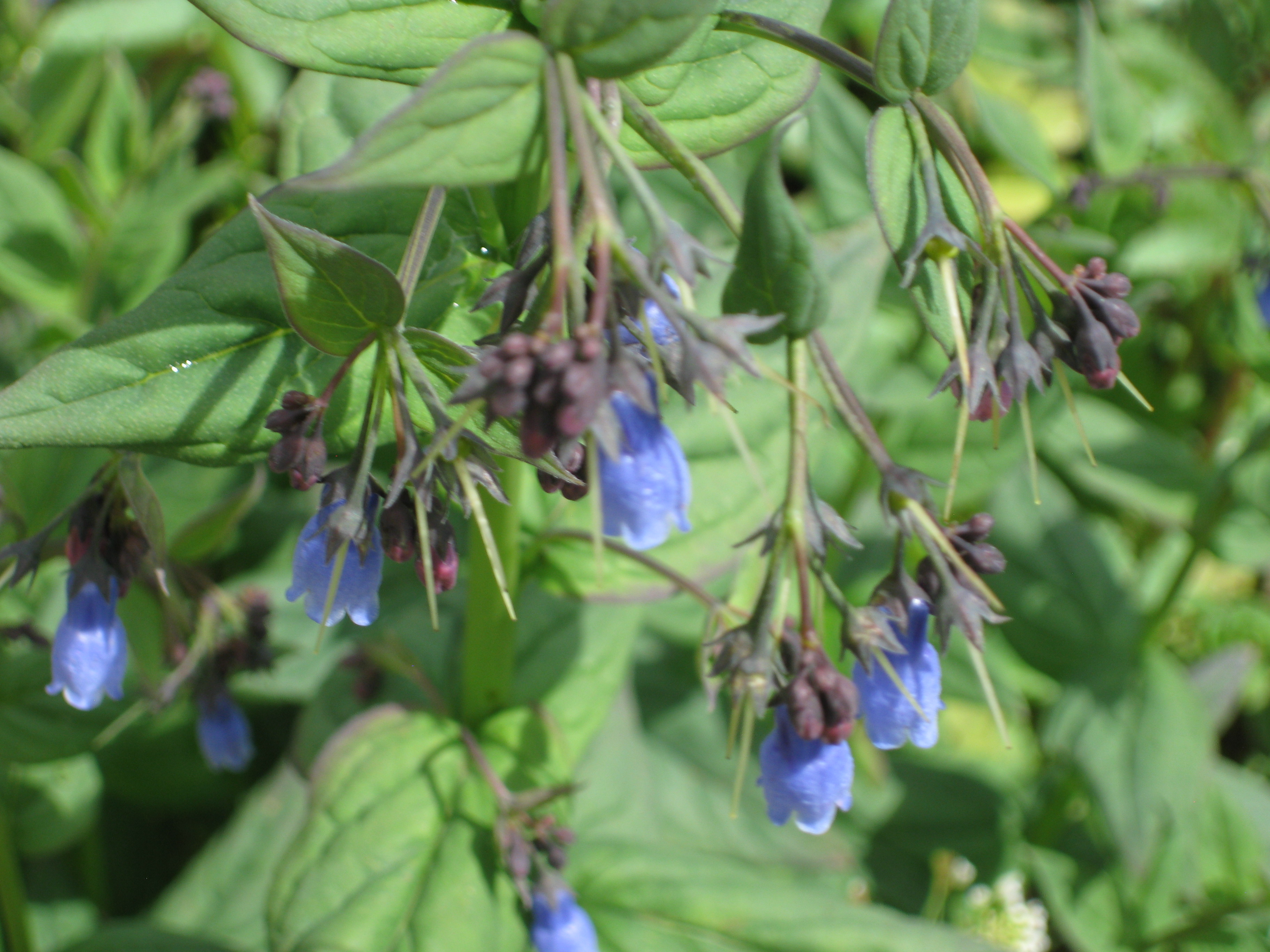
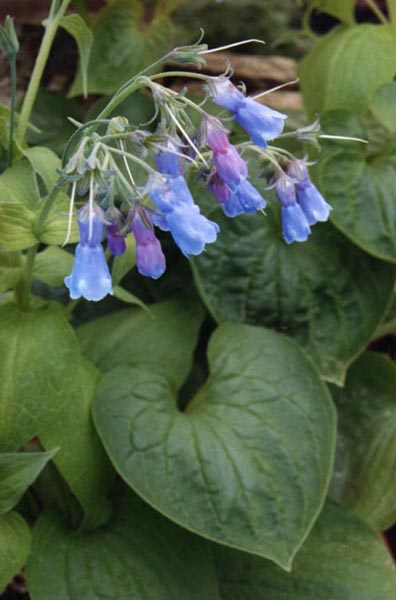
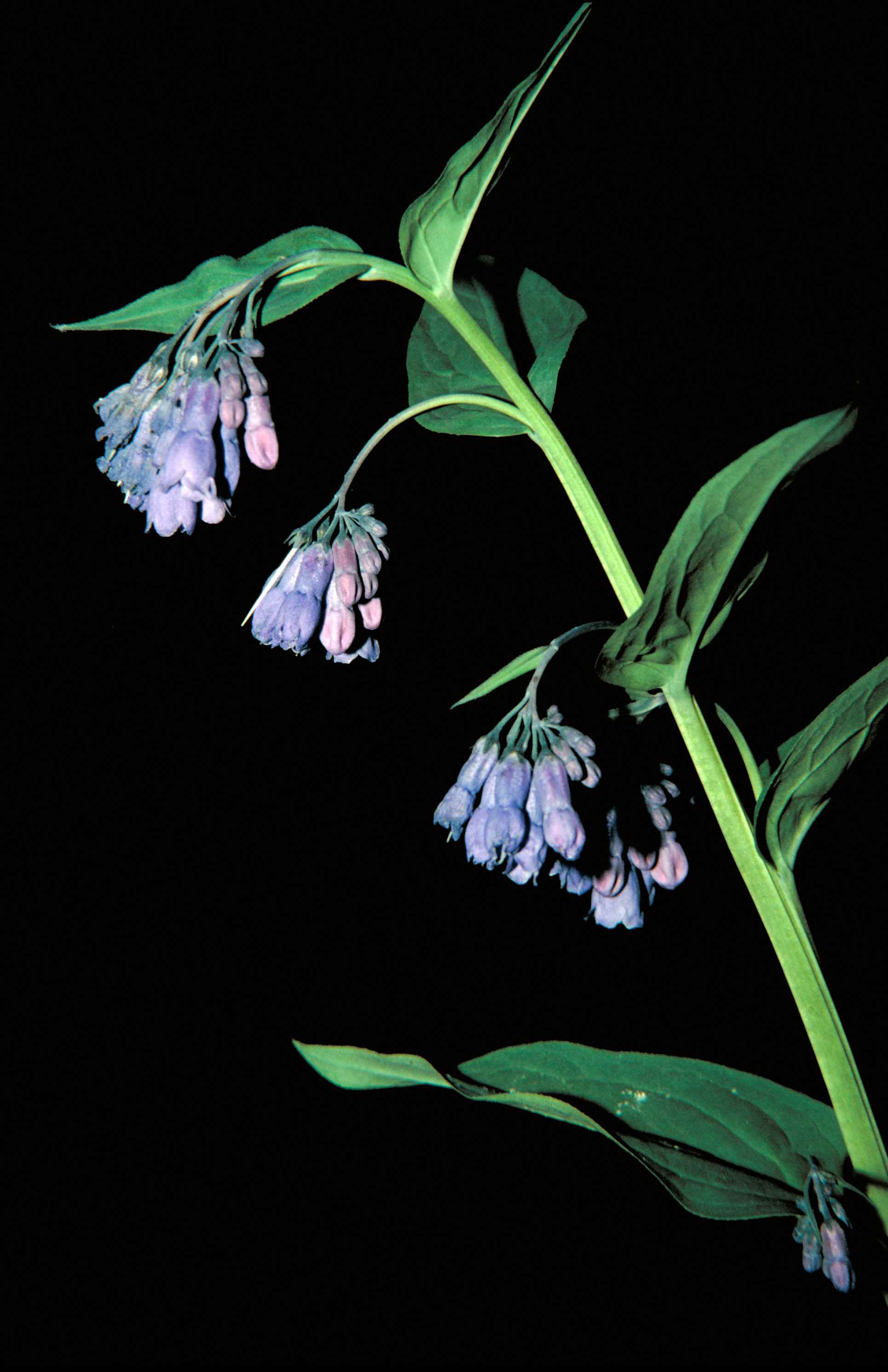